# Clan Hata
Pour les articles homonymes, voir Hata.

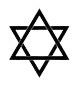
Le Kagome mon, le supposé symbole héraldique du clan.

Le clan Hata (秦氏, Hata-uji) est un clan immigré actif au Japon depuis la période Kofun selon le récit épique Nihonshoki.
« Hata » est la lecture japonaise du nom chinois 秦 (« État et dynastie ») donné à la dynastie Qin (le vrai nom de famille est « Ying ») et donné à leurs descendants installés au Japon. Le Nihonshoki présente le clan comme un clan ou une maison mais pas comme une tribu. Par ailleurs, seuls les membres de la famille principale ont le droit d'utiliser le nom « Hata ».
Les Hata peuvent être comparés aux autres familles originaires du continent durant la période Kofun : les descendants de la dynastie Han de Chine par le prince Achi no Omi, ancêtre des clans Yamato no Aya, Sakanoue, Tamura, Harada et Akizuki, également les descendants de la dynastie chinoise Cao Wei par le clan Takamuko. Les descendants du Baekje (Kudara en japonais) qui ont cherché refuge au Japon, le Yamato no Fubito par exemple (和史, qui reçoit plus tard un autre nom, Takano no Asomi (高野朝臣), le clan Kudara no Konikishi,et le clan Sue.

## Nihonshoki
On considère que les Hata viennent de Chine, en étant passés par la commanderie de Lelang (occupation chinoise en Corée), puis par le royaume de Baekje. Lelang, près de l'actuelle Pyongyang, était la plus grande des quatre commanderies établies par les Chinois dans le nord-ouest de la péninsule, en 108, après la conquête du royaume de l'ancien Joseon (Gojoseon) sous le règne de Wiman (194-108 avant notre ère) par l'empereur Wu de la dynastie des Han. Un flux constant d'immigrants chinois s'est alors établi, qui ont y implanté des éléments de la culture chinoise et de ses technologies.
Plus que presque tout autre clan immigrant, les Hata sont nommément mentionnés dans le Nihonshoki, un des récits épiques de l'époque de Heian qui combine histoire et mythologie.
C'est durant le règne de l'empereur Chūai au IIe siècle apr. J.-C. qu'arrive au Japon Uzumasa-no-Kimi-Sukune, le premier chef des Hata. Selon le Nihonshoki, lui et ses hommes sont chaleureusement accueillis et Uzumasa est nommé à une haute fonction gouvernementale.
Environ un siècle plus tard, durant le règne de l'empereur Ōjin, un prince Hata nommé Yuzuki no Kimi (弓月君) visite le Japon en provenance du royaume de Baekje en Corée. Il dit vouloir émigrer au Japon mais que le royaume de Silla ne le lui permet pas. Ayant apprécié leur séjour, cent vingt membres de son clan restent à Minama. Il quitte le Japon puis y retourne bientôt, en 283, avec de nouveaux membres de son clan « en provenance de cent vingt districts de son propre territoire », ainsi qu'avec un énorme trésor constitué de bijoux, de textiles exotiques, d'or et d'argent, trésor présenté en cadeau à l'empereur.
On considère que les Hata descendent de Yuzuki no Kimi, lequel a prétendu descendre du premier empereur de Chine  : Qin Shi Huang.

## Origines
Selon la théorie généralement admise par les chercheurs, le clan descend du prince Yuzuki no Kimi, lui-même descendant du premier empereur de la dynastie Qin. Le prince Yuzuki (弓月君), devenu prince coréen, a émigré au Japon en 283 avec un grand nombre de ses compatriotes. On dit qu'ils sont venus de Chine au Japon par la commanderie chinoise de Lelang puis par le royaume de Baekje (tous les deux dans la péninsule coréenne). Lelang, située près de l'actuelle Pyongyang, est la plus grande des quatre commanderies de Han, créée en 108 av. J.-C. dans les zones occupées après la conquête de l'État de Wiman Joseon (194-108 av. J.-C.) par l'empereur Han Wudi de la dynastie Han et qui correspond à l'actuelle Corée du Nord. L'immigration chinoise dans la péninsule coréenne se poursuit sans interruption, y implantant la culture et la technologie chinoises. Quelques chercheurs pensent que les Hata ne sont pas originaires de Baekje mais de Silla ou de la confédération de Gaya.
Les Hata ont la réputation d'être de bons financiers et d'avoir introduit la soie et les techniques de tissage au Japon. Pour cette raison, ils sont peut-être associés à l’emblème au treillis kagome, une forme de treillis utilisé en vannerie. Durant le règne de l'empereur Nintoku (313-399), les membres du clan sont envoyés dans diverses régions du pays pour répandre la connaissance et la technique de la sériciculture.
Des membres de ce clan servent également de conseillers financiers à la cour de Yamato pendant plusieurs siècles. Arrivés et installés originellement à Izumo et dans la région de San'yō, les Hata s'installent finalement dans la région où se trouvent de nos jours les villes les plus importantes du Japon. Il se dit qu'ils ont participé à l'établissement de Heian-kyō (la moderne Kyoto) ainsi que de nombreux sanctuaires shinto et de temples bouddhistes, dont Fushimi Inari-taisha, Matsunoo-taisha et Kōryū-ji.
L'empereur Yūryaku accorde au clan le nom de famille « Uzumasa » en 471 en reconnaissance de la contribution de Sake no kimi à la diffusion de la sériciculture. Au cours des siècles qui suivent, ils obtiennent les droits accordés aux statut (kabane) de Miyatsuko et plus tard Imiki.
Un certain nombre de clans de samouraïs, dont le clan Chosokabe de Shikoku, le clan Kawakatsu de Tamba et le clan Jinbō de la province d'Echigo prétendent descendre des Hata.
Le clan Koremune, lui aussi descendant de l'empereur Qin, est également lié aux origines des Hata. Le prince Koman-O, durant le règne de l'empereur Ōjin (vers 310), vient s'installer au Japon et ses successeurs reçoivent le nom de « Hata ». Ce nom est changé en celui de « Koremune » en 880. La femme de Shimazu Tadahisa (1179-1227) (fils de Minamoto no Yoritomo et ancêtre du clan Shimazu de Kyūshū), est une fille de Koremune Hironobu.
De nombreuses villes du Japon portent le nom du clan Hata, telles que Ohata, Aomori (en), Yahata Nishi-ku, Kitakyushu (en) et Hatano. Parmi les habitants de Neyagawa dans la préfecture d'Osaka, certains prétendent descendre des Hata.
Zeami Motokiyo, le premier dramaturge nô de l'histoire, prétend aussi avoir les Hata pour ancêtres et attribue l'origine du mot « nô » à Hata no Kawakatsu. Selon les écrits de Zeami, Kōkatsu, l'ancêtre des écoles Kanze et Komparu, sous-divisions du théâtre nô, est le premier à introduire les danses rituelles shinto kagura au Japon au VIe siècle. Cette forme évoluera plus tard vers le sarugaku pour aboutir au nô.

## Source de la traduction
- (en) Cet article est partiellement ou en totalité issu de l’article de Wikipédia en anglais intitulé « Hata clan » (voir la liste des auteurs).